# Angélica Chaín
Angélica Chahín Martínez, (Orizaba, Mèxic; 24 de maig de 1956) és una ex actriu de cinema, actriu de fotonovel·les i vedette mexicana.

## Biografia
Més coneguda com a Angélica Chaín, és una actriu retirada mexicana famosa per les seves participacions en diverses produccions del gènere mexicà conegut com cinema de ficheras o sexycomèdies, gènere del qual és considerada una de les reines, junt a Sasha Montenegro, Lina Santos, Lyn May, i Rebeca Silva entre d'altres.
Es va casar amb l'empresari Ricardo Martí García i després va contraure matrimoni amb el controvertit multimilionari mexicà Enrique Molina Sobrino. El 27 d'octubre de 1994, va crear la Institució d'Assistència Privada Fundació Angie'. Actualment viu als Estats Units.

## Filmografia

### Pel·lícules
- Santo y Blue Demon contra el Doctor Frankenstein (1973) com Lilia - Estrenada en 1974)
- Me caíste del cielo (1975) com Gabriela
- El padrino... es mi compadre (1975)
- El alegre divorciado (1976) com Chuchi
- La virgen de Guadalupe (1976) com Doña Blanca
- Cuando tejen las arañas (1977) com Claudia - Estrenada en 1979 -
- Lo veo y no lo creo (1977) com Patricia
- Deseos (1977)
- Mataron a Camelia la Texana (1978) com Camelia
- El latigo (1978)
- Mil millas al sur (1978) com Diana
- Matar por matar (1979)
- Cadena perpetua (1979) com Rosa Martínez
- El sexo me da risa (1979)
- Muñecas de medianoche (1979)
- Memorias de un visitador médico (El sexólogo) / Mírame con ojos pornográficos (1980) com la Dra. San Román
- Burlesque (1980) com Sheena
- Para usted jefa (1980) com Fanny Morales
- Rigo es amor (1980) com Arcadia
- El vecindario (1981)
- Como México no hay dos (1981)
- Las siete cucas (1981) com Cuca Remedios
- Profesor eróticus (1981) com Helga
- El ratero de la vecindad (1982) com Rosita
- La pulquería 2 (1982)
- Las computadoras (1982) com Mayte/María Teresa Álvarez
- 41 el hombre perfecto (1982)
- Las vedettes (1983)
- El vecindario 2 (1983) com Soledad
- Chile Picante (1983) (segment "La infidelidad")
- Buenas, y con... movidas (1983) com Piadosa
- Perros salvajes (1984) com Daniela
- Macho que ladra no muerde (1984)
- El día de los albañiles: Los maestros del amor (1984) com Beatriz
- Escuela de placer (1984)
- El sexo de los ricos (1984) com Margaret Seton
- Entre ficheras anda el diablo - La pulquería 3 (1984) com Perla
- La buena vida - Paraíso erótico (1985)
- El día de los albañiles 2 (1985) com Beatriz
- Barrio salvaje (1985)
- El ratero de la vecindad II / La banda de la Carcacha com Rosita (1985)
- Ratas de la ciudad (1986) com Rita González
- Los verduleros (1986) com Soledad
- Polícía de narcóticos (1986) com Albina
- Destrampados en Los Ángeles (1987)
- Casa de muñecas para adultos com Silvia Corzo (1987)
- El día de los albañiles 3 (1988) com Beatriz
- El solitario indomable (1988) com Eva
- Rumbera caliente (1989)
- El diario íntimo de una cabaretera (1989) com Jessica i com Angélica
- La tentación (1991) com Susana
- Hembras de tierra caliente (1991) com Carmen Pérez

### Televisió
- Pecado de amor (1978) com Lina
- Extraños caminos del amor (1981) com Olga
- Al final del arco iris (1982) com Myriam
- El maleficio (1983) com Cinthia
- Juana Iris (1985) com Marcela
- Seducción (1986) com Roxana